# 鋼の錬金術師 翔べない天使
『鋼の錬金術師 翔べない天使』（はがねのれんきんじゅつし とべないてんし）は、2003年12月25日にPlayStation 2で発売されたゲームソフトである。

## 概要
『鋼の錬金術師』のPS2ゲーム第1作目で、時系列は原作の第9話と第10話の間である。単行本第8巻には本作のプロローグ漫画が収録されている。

## ストーリー
エルリック兄弟の故郷・リゼンブールで機械鎧の修理を済ませたエドとアルは、中央に向かうため汽車の列車に乗る。ところが、もう少しで中央に着くという矢先、列車がジャックされてしまう。エルリック兄弟とアームストロング少佐は、協力してジャック犯を倒すが、列車が途中で転覆してしまう。
徒歩で中央へ向かう二人だが、レミニス渓谷で花を摘む少女・アルモニに出会ったことで、物語は意外な方向へ進んでいく。

## 登場人物

### 主要人物
エドワード・エルリック
声 - 朴璐美
本作の主人公。12歳にして国家錬金術師の資格を得た少年。世間では天才錬金術師と噂され、広く名前が通っている。片腕と片足が機械鎧（オートメイル）であることからついた二つ名は「鋼の錬金術師」。中央へ向かう途中の列車をジャックされ、犯人は倒すものの列車が転覆してしまい歩いて向かう羽目になる。その道中、レミニス渓谷でアルモニという少女と出会う。
アルフォンス・エルリック
声 - 釘宮理恵
10歳の時にエドと共に試みた母親の人体錬成に失敗し、代償として身体を失う。風貌に似合わず温厚で、どんな時もエドのことを気遣う出来た弟だが、錬金術師としての腕も侮れない。
ロイ・マスタング
声 - 大川透
若くして大佐の地位にまで登り詰めたエリート。ゆくゆくは大総統になるという野望を胸に秘めつつも、完全には冷徹になりきれない人情家でもあり、憎めない人柄を持つ。発火布と呼ばれる特殊な布で作った手袋を使い、炎を自在に操る錬金術から「焔の錬金術師」の二つ名がついた。
アレックス・ルイ・アームストロング
声 - 内海賢二
軍部に属する国家錬金術師。見た目の通り肉弾戦を得意とするが、知略派の面も持ち合わせておりその実力は底知れない。筋肉を愛し、ことあるごとに服を脱いでは自慢の肉体美を披露するという暑苦しい癖を持つ。大柄な身体に似合わない軽快なフットワークと巨大なナックルから打ち出される錬金術は、「豪腕の錬金術師」の二つ名に相応しい破壊力。
リザ・ホークアイ
声 - 根谷美智子
ロイの片腕的存在。銃の扱いに関しては右に出る者はいない。クールで仕事も迅速なやり手だが、胸には熱い情熱を秘めている。
アルモニ・エイゼルシュタイン
声 - 水樹奈々
わがままで自分勝手な性格が目立つが、根は父親想いの優しい少女。高名な錬金術師を父に持ち、自分も錬金術師になりたいと願うアルモニはエドに弟子入りをお願いする。姉のセレネは過去にエルリック兄弟と会っているが、とある事故で亡くなっている。錬金術の研究に必要なエーテルフラウという花を手に入れることでその願いは叶うが、ある日、背中に天使のような羽が生えて衰弱していくという異変が起きる。

### その他の人物
ヴィルヘルム・エイゼルシュタイン
声 - 石井康嗣
アルモニの父親。エドたちからは「ヴィルヘルム教授」と呼ばれている。かつて「十賢」として名を馳せた錬金術師で、エルリック兄弟の師匠・イズミの師匠でもある。研究室に籠り、「賢者の触媒」の研究を続ける毎日である。
ガンツ・ブレスロー
声 - 江川央生
モヒカンと長い三つ編みがトレードマークの軍人。顔の両頬には大きな傷がハの字に入っており、葉巻を咥えていてかなりガラが悪い。エドたちの乗った汽車をジャックした張本人で「上級大佐」の肩書きを持つ。エドと同じく片腕が機械鎧であり「徹甲の錬金術師」の二つ名を名乗っている。序盤では機械鎧は左腕のみだったが、戦いに身を捧げる戦闘狂で登場する度に機械の部分が増えていき、最終的に全身機械鎧というロボット同然の姿になる。
ムーディ・ネムダ
声 - 西村知道
口髭をたくわえた中年太りの男。軍部上層部に所属し「准将」の階級を持つ。小心者だが狡猾で、世渡り上手。ヴィルヘルム教授とは研究成果について何か取り引きをしているようだが、目的は分からない。
カミラ / グレタ・リデル
声 - 沢海陽子
黒衣装に身を包みながら現れる女性。正体も目的も謎に包まれた不気味な存在。傍らに合成獣を連れ、何度もエドたちを付け狙うが、エドたちの実力を試しているかのような言動も見受けられる。「賢者の触媒」を探しているようで、中盤でヴィルヘルム教授に「グレタ・リデル」という名前で助手として近づき、アルモニにその秘密があると知り誘拐する。
マーゴット・オレンジ・ペコー
声 - 根谷美智子
ヴェルヘルム教授の下で働く秘書。バリバリと仕事をこなすタイプのようだが、エドとアルの前ではおどおどしていることが多いようだ。以前にエドとアルに会ったことがある。その正体は変装したリザ・ホークアイ中尉である。
ロート
ノイエヒースガルドを牛耳っている錬金術師。アウトローな三兄弟の長兄。赤い服と右目の眼帯が特徴的で、炎の錬金術を得意とする。三兄弟の錬金術を合わせて作り上げた、無敵の鎧騎士リビングアーマーで襲いかかってくる。
ゲルプ
声 - 麻生智久
ノイエヒースガルドを牛耳っている錬金術師。アウトローな三兄弟の次男。黄色い服とモヒカンが特徴的で、大地を操る錬金術が得意。
ブラオ
ノイエヒースガルドを牛耳っている錬金術師。アウトローな三兄弟の末弟。青い服と角刈りの頭が特徴的で、氷の錬金術が得意。ブラオが話す言葉は、なぜかエドにだけ聞こえないらしい。

## 主題歌
「心の花」
歌 - motoko / 作詞 - 池田英世 / 作曲 - 佐藤智彦
「Emotionally」
歌・作詞 - 山田沙織 / 作曲 - 笠井勲